# Tanta
Tanta er en by i guvernementet Al Gharbiyah i det nordlige Egypten, med et indbyggertal (pr. 2008) på cirka 429.000. Byen, der er den største by i Nildeltaet, ligger 94 kilometer nord for hovedstaden Cairo.
30°47′N 31°00′Ø / 30.783°N 31.000°Ø
- Wikimedia Commons har flere filer relateret til Tanta